# Megaselia beyeri
Megaselia beyeri är en tvåvingeart som beskrevs av Schmitz 1965. Megaselia beyeri ingår i släktet Megaselia och familjen puckelflugor. Inga underarter finns listade i Catalogue of Life.